# Casimiroa emarginata
Casimiroa emarginata är en vinruteväxtart som beskrevs av Standley & Steyerm.. Casimiroa emarginata ingår i släktet Casimiroa och familjen vinruteväxter. Inga underarter finns listade i Catalogue of Life.